# Elkalyce alcetas
Elkalyce alcetas är en fjärilsart som beskrevs av Hoffmansegg 1804. Elkalyce alcetas ingår i släktet Elkalyce och familjen juvelvingar. Inga underarter finns listade i Catalogue of Life.